# Dasyprocta azarae
El agutí de Azara (Dasyprocta azarae), (llamado así en honor al naturalista español Félix de Azara) es una especie de roedor histricomorfo de la familia Dasyproctidae autóctona de Paraguay, Argentina, Uruguay y sur de Brasil.

## Características
El agutí de Azara es uno de los miembros más pequeños del género Dasyprocta, pesa entre 2,4 a 3,4 kg. Color dorsal gris lavado con amarillo rojizo opaco u oliváceo a naranja brillante, sus pelos están finamente bandeados por múltiples líneas de color blanco, amarillas, naranjas o negras. A la luz del sol, los individuos parecen dorados. Los jóvenes tienen el mismo patrón de coloración que los adultos, pero con pelos más cortos. Los animales de regiones más secas, particularmente en Argentina, Paraguay, Uruguay y el suroeste de Brasil, tienden a ser en su mayoría grises u oliváceas. Dasyprocta azarae se distingue fácilmente de otras especies por su color amarillo oliváceo homogéneo junto con los cuartos traseros grisáceos a negruzcos.

## Historia natural
El agutí de Azara se distribuye en parches forestales dentro de sabanas (bosque estacional semicaduco) y Mata Atlántica de tierras bajas (selva densa), desde el nivel del mar hasta los 700 m de altura aproximadamente. Esta especie es común en hábitats cerrados en el este de Bolivia y en el centro de Brasil. Se alimenta de frutos, semillas y pulpa de palmeras tales como Attalea, entre otras palmeras y es un importante dispersor de semillas. Los individuos están activos durante el día y en temperaturas frescas justo después del amanecer y antes del anochecer. Este roedor se adapta a la perturbación humana.